# Apollo House
Het Apollo House is een kantoorgebouw aan de Apollolaan en de Stadionweg in Amsterdam-Zuid. Het is sinds 2004 een rijksmonument.
Het is in 1937-1939 gebouwd naar een ontwerp van Dirk Roosenburg als hoofdkantoor van de Rijksverzekeringsbank (RVB), later genaamd Sociale Verzekeringsbank, die hier tot 1990 bleef. Het bestaat uit een 10 meter hoog ringgebouw en een 40 meter hoog gebouw op een as van de ring. Het heeft een staalskelet. Aanvankelijk waren de gevels bekleed met geglazuurde keramische platen; deze zijn in 1968 vervangen door witte platen van travertijn. Het gebouw is ook bekend onder de bijnaam 'Oceaanstomer'.
Het gebouw werd op 20 november 1939 geopend door de Nederlandse minister van sociale zaken, Jan van den Tempel, die de architect Roosenburg bevorderde tot Officier in de Orde van Oranje-Nassau.
Het symmetrische gebouw heeft een markante positie in het Plan-Zuid op de hoek van de Apollolaan en de Stadionweg, de hoofdwegen in deze buurt. Aan de achterkant loopt de Gerrit van der Veenstraat in het verlengde van de as.
De boeg steunt aan de voorkant (aan de hoek van Apollolaan en Stadionweg) op een paar zuilen die de monumentale, overdekte toegang tot het gebouw markeren, waar de bezoeker beschutting vindt.
In deze ruimte bevinden zich twee hoge bronzen beelden: De beschermer en handhaver van de sociale wetgeving (1941) van Hildo Krop en De beschermster van de sociale zorg en gerechtigheid (1954) van Han Wezelaar.
Huidige gebruikers zijn het internationale advocatenkantoor Allen & Overy en IT-staffing bedrijf Elevation Group met daarbij Elevation Partners en The.NextGen.